# Sexologi
Sexologi er det systematiske studium af menneskets seksualitet. Den omfatter alle aspekter af seksualitet, herunder:
- Normal seksualitet
- Særlige gruppers seksualitet, så som personer med handicap, børn, ældre.
- Parafilier
- Seksuel udvikling
- Samleje
- Seksuelle dysfunktioner
- Seksuel afhængighed
- Seksuelt misbrug

## Sexologiens historie
Der findes et antal ældre sexhåndbøger, som Ovids Ars Amatoria, Vatsyayanas Kama Sutra,Ananga Ranga og The Perfumed Garden for the Soul's Recreation. Ingen af disse fremstillede dog sex som et formelt forskningsområde.
En af de tidligste sexforskere før det 20. århundredes sexologi var Richard Freiherr von Krafft-Ebing, hvis bog Psychopathia Sexualis beskrev hvad han anså for usædvanlige seksuelle abnormiteter.
Omkring år 1900 udviklede Sigmund Freud en teori om seksualitet baseret på studier af sine klienter.
Magnus Hirschfeld grundlagde Institut for sexologi i Berlin i 1919. Da nazisterne tog magten, var en af deres første handlinger, 6. maj 1933, at ødelægge instituttet og brænde biblioteket.
I 1947 grundlagde Alfred Kinsey Institute for Sex Research ved Indiana University der nu hedder Kinsey Institute for Research in Sex, Gender and Reproduction.

## Hvad er sexologi?
Sexologi er i sin moderne form i høj grad et nyt fænomen.
Sexologi relaterer sig til en række andre områder:
- flere medicinske områder, herunder andrologi, gynækologi og kønsorganernes anatomi
- den seksuelle adfærds psykologi, sociologi og antropologi.
- neurovidenskab kan bruges til at studere mange basale seksuelle reflekser og bliver mere og mere relevant for komplekse aspekter ved seksuel adfærd

- psykiatri studerer seksuelle adfærdsforstyrrelser

- Mange aspekter ved seksuel adfærd er reguleret af loven. Sexkriminalitet studeres af kriminologi

- biologi studerer andre dyrs seksuelle adfærd, der kan sammenlignes med menneskers
- evolutionær biologi kan forklare årsagerne til seksuel adfærd
- Kønssygdommes epidemologi

Sexologi berører også emner som abort, folkesundhed, fødselskontrol og reproduktiv teknologi.

## Betydningsfulde sexologer
- Iwan Bloch (1872-1922)  Tyske Kejserrige
- Ernest Borneman (1915 – 1995)  Tyskland
- Milton Diamond (1934 - )  USA
- Havelock Ellis (1859 – 1939)  Storbritannien
- Anne Fausto-Sterling (1944 - )  USA
- Kurt Freund (1914 – 1996)  Tjekkoslovakiet/ Canada
- Preben Hertoft (1928 - 2017)  Danmark
- Magnus Hirschfeld (1868 – 1935)  Tyske Kejserrige
- Alfred Kinsey (1894 – 1956)  USA
- Oswalt Kolle (1928 – 2010)  Tyskland
- Masters og Johnson: (1957 indtil 1990'erne)
  - William H. Masters og Virginia E. Johnson; (1915 – 2001) og (1925 – 2013)  USA
- Albert Moll (1862 - 1939)  Tyske Kejserrige
- John Money (1921 – 2006)  New Zealand
- Wilhelm Reich (1897 – 1957)  Østrig
- Theodoor Hendrik van de Velde (1873 - 1937)  Holland